# Виктор Вазарели
Виктор Вазарели (фр. Victor Vasarely; Печуј, 9. април 1906 — Париз, 15. март 1997) био је француски сликар и графичар мађарског порекла.
Вазарели се често назива оцем оп уметности. Почетком 1930-их се скрасио у Паризу где је радио као графички уметник. Ту је направио свој први значајни рад Зебра, који се састојао од закривљених црних и белих линија, показујући у које смеру жели наставити стварати. Зебра се данас сматра првим делом у жанру оп уметност.

## Живот и рад
Вазарели се родио у Печују и своје детињство је провео у Будимпешти, а од 1919. године одраста у Словачкој у Пјештјанима. Од 1925. је студирао на Медицинском факултету у Будимпешти, а од 1928. године почиње да похађа Графичку школу у Будимпешти по имену „Будимпештански Баухаус” и која је постојала од 1938. године (али из финансијских разлога није могла да да све оно што и Баухаус и уместо тога су били усредсређени на типографички дизајн и примењену графику).
Године 1929, Вазарели је насликао своје слике Модра студија и Зелена студија а годину дана касније се оженио са својом колегиницом Клар Спинер са којом је касније имао двоје деце. У Будимпешти је радио у друштву за израду кугличних лежајева и правио плакате. У то време Вазарели је постао графички дизајнер и уметник сликања плаката који је комбиновао узорке и органске слике.
Вазарели је напустио Мађарску и отпутовао за Париз и ту радио као графички уметник од 1930. године 1944. године. Под утицајем конструктивизма 1947. године прелази у геометријску апстракцију и постаје претеча оп арта. Године 1959, развио је свој систем unités plastiques (пластични сегменти) у коме су унутар граница основног елемента квадрата од. ромба били уписани други геометријски облици који су били претходно математички обрачунати. Најпре је тај ефекат био црно-бели. Тиме су настали кинетички ефекти. Своју геометријску апстракцију утемељио је на искуствима Мондријана и Маљевича. Вазарели одаје признање серијом под насловом „Омаж Маљевичу” (1952—1958) црним квадратом на белој позадини, с тим што се његов квадрат окреће на оси (чиме добија на динамици).
Његова уметност се ослања на социјално-утопијске идеје којима је настојао да створи ново правично окружење са квалитетном и вредном уметношћу која је била доступна свима. За њега је оригинал представљао само прототип за копије које се производе серијски у сито штампи. У циљу распрострањености својих прототипова основао је 1970. „Фондацију Вазели” у Гардеу а 1976. године „Екс ен провансу”, као и „Вазарели центар” 1982. у Ослу. Умро је у Паризу 15. марта 1997. године. Изјавио је следеће: „Сваки облик је основа за боју, свака боја је својсто облика.”
Вазарели је на крају наставио да производи уметност и скулптуру користећи оптичку илузију. Током наредне три деценије, Вазарели је развио свој стил геометријске апстрактне уметности, радећи у различитим материјалима, али користећи минималан број облика и боја:
- 1929–1944: Рана графика: Вазарели је експериментисао са текстурним ефектима, перспективом, сенком и светлом. Његов рани графички период резултирао је радовима као што су Зебре (1937), Шаховска табла (1935) и Девојачка моћ (1934).
- 1944–1947: Les Fausses Routes – На погрешном путу: Током овог периода, Вазарели је експериментисао са кубистичким, футуристичким, експресионистичким, симболистичким и надреалистичким сликама без развоја јединственог стила. После је рекао да је био на погрешном путу. Своје радове излагао је у галерији Денис Рене (1946) и галерији Рене Брето (1947). Пишући увод у каталог, Жак Превер је Вазарелија уврстио међу надреалисте. Превер ствара термин imaginoires (слике + ноир, црн) да би описао слике. Аутопортрет (1941) и Слепац (1946) су повезани са овим периодом.
- 1947–1951: Развијање геометријске апстрактне уметности (оптичка уметност): Коначно, Вазарели је пронашао сопствени стил. Развоји који се преклапају названи су по свом географском наслеђу. Денферт се односи на радове под утицајем белих поплочаних зидова метро станице у Паризу Денферт – Рошеро. Елипсоидни шљунак и шкољке пронађени током одмора 1947. на бретонској обали у Бел Ил инспирисали су га за радове на Бел Илу. Од 1948. године, Вазарели је обично проводио летње месеце у Горду у Прованси-Алпи-Азурна обала. Тамо су га кубичне куће довеле до састава групе радова са ознаком Гордес/Кристал. Радио је на проблему празних и попуњених простора на равној површини као и на стереоскопском погледу.

- 1951–1955: Кинетичке слике, црно-беле фотографије: Из својих Гордес радова развио је своје кинематичке слике, преклапајућа акрилна стакла стварају динамичне, покретне утиске у зависности од тачке гледишта. У црно-белом периоду комбиновао је рамове у једно окно транспоновањем фотографија у две боје. Почаст Малевичу, керамичка зидна слика од 100 m2 (1.100 sq ft) краси Универзитет у Каракасу, Венецуела, који је дизајнирао 1954. са архитектом Карлосом Раулом Виљануевом, што је његово главно дело овог периода. Кинетичка уметност је цветала и дела Вазарелија, Колдера, Дишана, Ман Реја, Сота, Тингелија су била изложена у галерији Дениз Рене под насловом Le Mouvement (покрет). Вазарели је објавио свој Жути манифест. Надовезујући се на истраживања пионира конструктивиста и Баухауса, он је претпоставио да се визуелна кинетика (пластична кинетика) ослања на перцепцију гледаоца који се сматра јединим креатором, играјући се оптичким илузијама.

- 1955–1965: Планетарски фолклор, пермутације и серијска уметност: 2. марта 1959, Вазарели је патентирао свој метод пластичних јединица. Пермутације геометријских форми се изрезују из обојеног квадрата и преуређују. Радио је са строго дефинисаном палетом боја и форми (три црвене, три зелене, три плаве, две љубичасте, две жуте, црне, беле, сиве; три круга, два квадрата, два ромбоида, два дугачка правоугаоника, један троугао, два рашчлањена круга, шест елипси) које је касније увећао и нумерисао. Из ове пластичне абецеде започео је серијску уметност, бескрајну пермутацију облика и боја коју су разрађивали његови помоћници. (Креативни процес производе стандардизовани алати и безлични актери који доводе у питање јединственост уметничког дела.) Вазарели је 1963. представио своју палету јавности под именом Фолклор планетарни.
- 1965–: Почаст шестоугаонику, Вега: Почаст шестоугаоној серији састоји се од бесконачних трансформација удубљења и рељефа који додају варијације боја, стварајући вечни покрет оптичке илузије. Године 1965, Вазарели је укључен у изложбу Музеја модерне уметности Респонсивно око, насталу под руководством Вилијам К. Сајца. Његова серија Вега игра се са сферичним отичућим мрежама стварајући оптичку илузију запремине.

У октобру 1967. дизајнер Вил Бертин позвао је Вазарелија да направи презентацију на конференцији Бертинска визија '67, одржаној на Универзитету у Њујорку. Вазарели је 5. јуна 1970. отворио свој први наменски музеј са преко 500 дела у ренесансној палати у Горду (затворен 1996. године). Други велики подухват била је Фондација Вазарели у Екс ан Провансу, музеј смештен у посебној структури коју је посебно дизајнирао Вазарели. Инаугурисао га је 1976. француски председник Жорж Помпиду, две године након његове смрти. Музеј је сада у запуштеном стању, неколико изложених експоната оштећено је водом која цури са плафона. Такође, 1976. године његов велики кинематички објекат Жорж Помпиду постављен је у Центру Помпиду у Паризу, а великом донацијом Вазарелијевих дела основан је Вазарелијев музеј који се налази у његовом родном месту у Печују, у Мађарској. У истој деценији, опробао се у индустријском дизајну са серијом од 500 комада врхунског посуђа Суоми Тимо Сарпаневе које је Вазарели украсио за Студио Лини немачког произвођача порцелана Розентал. Године 1982, космонаут Жан-Лу Кретјен однео је у свемир 154 специјално креиране сериграфе на француско-совјетској свемирској летелици Саљут 7 и касније је продат у корист Унеска. Године 1987, у палати Зичи у Будимпешти основан је други мађарски музеј Вазарелија са више од 400 дела.
Умро је са 90 година у Паризу 15. марта 1997. године.

## Оставштина
Нова Вазарелијева изложба постављена је у Паризу у Музеју у настајању 2012.
Године 2019, године у Центру Жорж Помпиду у Паризу постављена је привремена изложба Вазарелијевог дела под називом Дељење образаца.